# Dipteryx oleifera
Dipteryx oleifera is een boom in de familie Fabaceae. Een in Panama inheemse naam voor de soort is Almendro.

## Beschrijving
De boom kan tot 55 meter hoog worden. De stam wordt 0,5 tot 1,5 meter breed. De schors is geel gekleurd en dicht korrelig. De boom heeft samengestelde, asymmetrische  bladeren, afwisselend geplaatst, met vier tot acht paar deelblaadjes, elk 5 tot 10 cm lang en 2 tot 5 cm breed, met een bladsteel van 3 tot 8 cm lang. De roze tot lila bloemen bloeien in eindstandige pluimen. De boom is onregelmatig bladverliezend tegen het einde van het droge seizoen, waarbij sommige bomen het grootste deel van hun bladeren verliezen.

## Verspreiding
Ze is inheems in Honduras, Nicaragua, Costa Rica, Panama, Colombia, en Ecuador.
Ze groeit in deze landen in vochtige tot zeer vochtige regenwouden.

## Gebruik
De zaden zijn eetbaar en hebben een amandelsmaak. Ze worden verkocht op lokale markten. De zaaddozen zijn zo olieachtig dat de inheemse bevolking van Darién ze gebruikt als fakkels. In Medellín wordt ze gebruikt als straatboom. Het harde hout wordt gebruikt in de bouw.

## Ecologie
Ze is gastheer van meer dan duizend verschillende soorten levende wezens. De bestuiving gebeurt door minstens 13 verschillende soorten bijen, terwijl minstens 20 verschillende bijensoorten haar bezoeken.
De zaden van de tot 6 cm grote vruchten worden gegeten door de vogelsoort Buffons ara.
Opmerkelijk is dat deze boomsoort profiteert van een blikseminslag. Ze blijft bijna onbeschadigd, terwijl de inslag haar epifyten en concurrenten doodt, waardoor de boom indirect voordeel geniet van de blikseminslag.